# 日本生化学会
公益社団法人日本生化学会（にほんせいかがくかい、英: The Japanese Biochemical Society）は、生化学研究の推進を目的とする日本の学術団体。

## 概要
1925年、医化学（医学系の生化学）研究者を会員として設立された。当初は医学系を中心としたため、現在も日本医学会に加盟しているが、現代ではそれに限らず、理学系・農学系・工学系の研究者も多数参加している。学会誌として日本語誌『生化学』、英文学術誌『Journal of Biochemistry』を発行している。2012年9月、公益社団法人に移行。
現在は生化学と分子生物学との境界が曖昧になってきたため、日本分子生物学会（1978年設立）とは特に密接な関係があり、しばしば合同大会を開催している。その他隣接分野の学会としては、日本生物工学会、日本薬学会、日本農芸化学会、日本細胞生物学会などがある。

## 創立者
創立者の柿内三郎（1882－1967）は、旧田安徳川家家臣で資産家であった柿内家の三男として生まれ、東京帝大医科大学卒業後、隈川宗雄に招かれ講師となり、米国留学を経て同大教授となり、1927年に生化学教室を創設。私費で『生化学雑誌』を創刊し、「東京生化学者宵の会」を設立するなど、日本の生化学研究の基礎作りに貢献した。定年後は日本学園校長を務めた。小金井良精の娘婿、星一とは相婿。弟の柿内照康は実業家で、柿内合名会社代表、内外製薬研究所長、大日本勧業貯蔵会代表などを務めた。長男の柿内賢信（1913-1995）は物理学者で、東京大学名誉教授、国際基督教大学教授、東京神学大学教授を務めた。　

## 歴代会長
歴代会長は以下の通り。
1. 児玉桂三（1949-1952年）
2. 正宗一（1953年）
3. 内野仙冶（1954年）
4. 赤松茂（1955年）
5. 広畑竜造（1956年）
6. 藤田秋治（1957年）
7. 安田守雄（1958年）
8. 市原硬（1959年）
9. 上代晧三（1960年）
10. 赤堀四郎（1961年）
11. 田宮博（1962年）
12. 島薗順雄（1963年）
13. 古武弥人（1964年）
14. 大島康義（1965年）
15. 赤堀四郎（1966年）
16. 鈴木友ニ（1967年）
17. 江上不二夫（1968年）
18. 早石修（1969年）
19. 奥貫一男（1970年）
20. 浮田忠之進（1971年）
21. 船津勝（1972年）
22. 山川民夫（1973年）
23. 水野伝一（1974年）
24. 田宮信雄（1975年）
25. 今堀和友（1976年）
26. 丸尾文治（1977年）
27. 髙木康敬（1978年）
28. 菊地吾郎（1979年）
29. 佐藤了（1980年）
30. 山科郁男（1981年）
31. 野島庄七（1982年）
32. 山野俊雄（1983年）
33. 池中徳治（1984年）
34. 上代淑人（1985年）
35. 村地孝（1986年）
36. 大澤利昭（1987年）
37. 永井克孝（1988年）
38. 沼正作（1989年）
39. 市原明（1990年）
40. 永津俊治（1991年）
41. 西塚泰美（1992年）
42. 左右田健次（1993年）
43. 鈴木紘一（1994年）
44. 岩永貞昭（1995年）
45. 山本尚三（1996年）
46. 安楽泰宏（1997年）
47. 石村巽（1998年）
48. 中澤淳（1999年）
49. 市川厚（2000年）
50. 鏡山博行（2001年）
51. 川嵜敏祐（2002年）
52. 村松 喬（2003年）
53. 竹縄忠臣（2004年）
54. 成宮周（2005年）
55. 市川厚（2006年）
56. 宮島篤（2007年）
57. 三品昌美（2008年）
58. 中野明彦（2009年）
59. 北潔（2010-2011年）
60. 石川冬木（2012-2013年）
61. 中西義信（2014-2015年）
62. 水島昇（2016-2017年）
63. 山本雅之（2018-2019年）
64. 菊池章（2020-2021年）
65. 一條秀憲（2022-2023年）
66. 横溝岳彦（2024年-）